# Мартин Подвързачов
Мартин Юлиев Подвързачов е български футболист, нападател.

## Биография
Роден е на 27 юни 1974 г. в Бургас. Висок е 180 см и тежи 73 кг.
Играл е за Левски (София), Белите орли, Спартак (Плевен), Черноморец, Видима-Раковски, Хебър и Слога Югомагнат (Македония). Откри ресторант в София, наречен „Дерби“ в квартал Света Троица заедно със своя приятел Георги Антонов – бивш играч на ЦСКА.

## Статистика по сезони
- Левски (София) – 1995/ес. - A група, 1 мач/0 гола
- Белите орли – 1996/97 – А ОФГ, 19/7
- Белите орли – 1997/98 – В група, 27/12
- Спартак (Плевен) – 1998/99 – Б група, 26/10
- Спартак (Плевен) – 1999/00 – Б група, 28/16
- Спартак (Плевен) – 2000/01 – Б група, 24/15
- Черноморец – 2001/ес. - A група, 10/0
- Слога – 2002/пр. - Македонска Първа Лига, 8/3
- Слога – 2002/ес. - Македонска Първа Лига, 4/1
- Видима-Раковски – 2003/пр. - Б група, 12/5
- Видима-Раковски – 2003/04 – A група, 27/7
- Видима-Раковски – 2004/ес. - A група, 2/0
- Хебър – 2005/06 – Б група, 24/11
- ФК Локомотив 101(София) – 2006/2007-пролет
- Балкан – 2007/08-есен – В група,
- Ком-Миньор – 2007/08-пролет – В група,